# Portal Tomb von Brittas

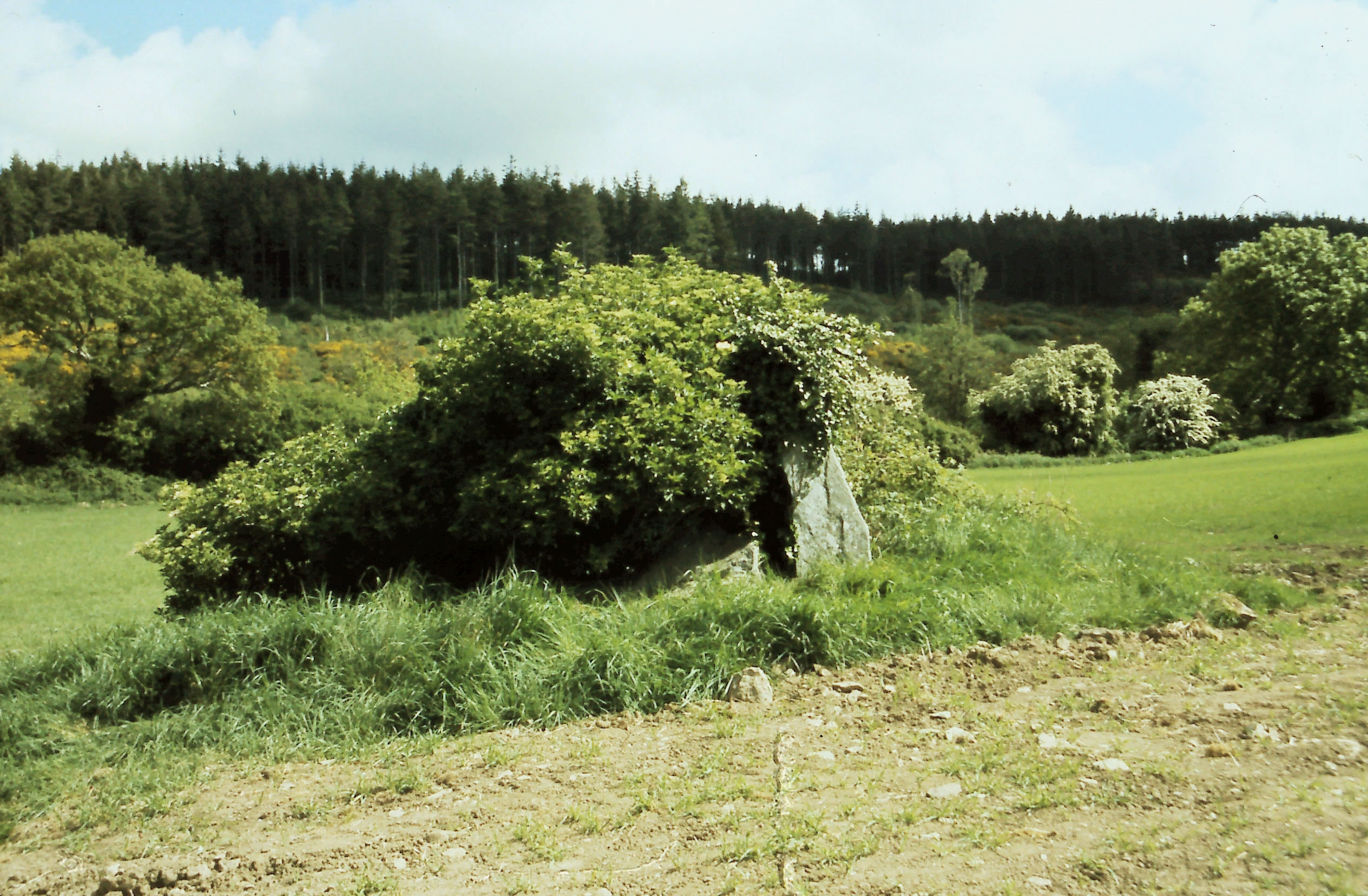
Das Portal Tomb von Brittas – zugewachsen

Das zwischen 4000 und 2500 v. Chr. in der Jungsteinzeit errichtete Portal Tomb von Brittas (auch „Grave of the Princess“ oder „the Castletimon dolmen“ genannt) liegt im Townland Brittas (irisch An Briotás) über dem Potters River bei Kilbride, südlich von Wicklow im County Wicklow in Irland. Als Portal Tombs werden Megalithanlagen auf den Britischen Inseln bezeichnet, bei denen zwei gleich hohe, aufrecht stehende Steine mit einem Türstein dazwischen, die Vorderseite einer Kammer bilden, die mit einem zum Teil gewaltigen Deckstein bedeckt ist.
Das Portal Tomb besteht aus zwei Portalsteinen, einem Endstein, der sich deutlich nach innen lehnt, und einem verlagerten Deckstein, der sich gegen den nördlichen Portalstein und den Endstein lehnt. Eine Platte, die zwischen den Portalsteinen liegt, kann der verlagerte Türstein sein. Ohne Bewuchs hat sich das Grab gegenüber dem Aquarell von 1861 kaum verändert.
Nördlich des Flusses liegen/stehen die Steine von Castletimon. Ein Menhir (englisch Standing stone) und ein Oghamstein.